# Corticarina gracilenta
Corticarina gracilenta es una especie de coleóptero de la familia Latridiidae.

## Distribución geográfica
Habita en la Provincia del Cabo (Sudáfrica).